# Sowice
Sowice (niem. Sowitz) – dzielnica miasta Tarnowskie Góry położona 2 km od centrum w kierunku północnym.

## Układ przestrzenny
Dzielnicę współtworzą 4 miejscowości położone nad rzeką Stołą, stanowiące części miasta Tarnowskie Góry:
- Sowice (niem. Sowitz) – dawna wieś średniowieczna,
- Repecko (nazwa urzędowa Repeckie; niem. Repetzko) – dawny folwark należący do Opatowic,
- Puferki (niem. Gruschkamühle) – dawny zakład przeróbki rud i młyn na granicy Sowic i Opatowic,
- Czarna Huta (niem. Hugohütte) – dawna kolonia przemysłowa Lasowic.

W Sowicach znajduje się m.in. Parafia Matki Boskiej Częstochowskiej, której pierwszym proboszczem był ks. Jan Rudol, oraz zespół szkolno-przedszkolny, natomiast w Czarnej Hucie działało największe przedsiębiorstwo w dzielnicy – Zakłady Chemiczne „Tarnowskie Góry”.
Współcześnie poza granicami dzielnicy znajdują się dwie miejscowości, które dawniej były częściami Sowic:
- Blaszyna – XVI-wieczna, rozległa kolonia górnicza Sowic, która już w początkach XVII w. weszła w skład miasta Tarnowskie Góry, obecnie część dzielnicy Śródmieście Centrum (teren między linią kolejową Tarnowskie Góry–Opole a ul. Jana III Sobieskiego),
- część Tłuczykąta, obecnie w dzielnicy Lasowice.

## Nazwa
Nazwa dzielnicy i miejscowości Sowice jest patronimiczną, wywodzącą się od zbiorowej nazwy osobowej Sowicy, oznaczającej potomków chłopa o przezwisku Sowa, który w średniowieczu prawdopodobnie z książęcego nadania wykarczował las na lewym (południowym) brzegu rzeki Rybnej (dziś Stoły) i założył osadę, rozrosłą później w wieś.

## Historia

### Dzieje prehistoryczne i starożytność

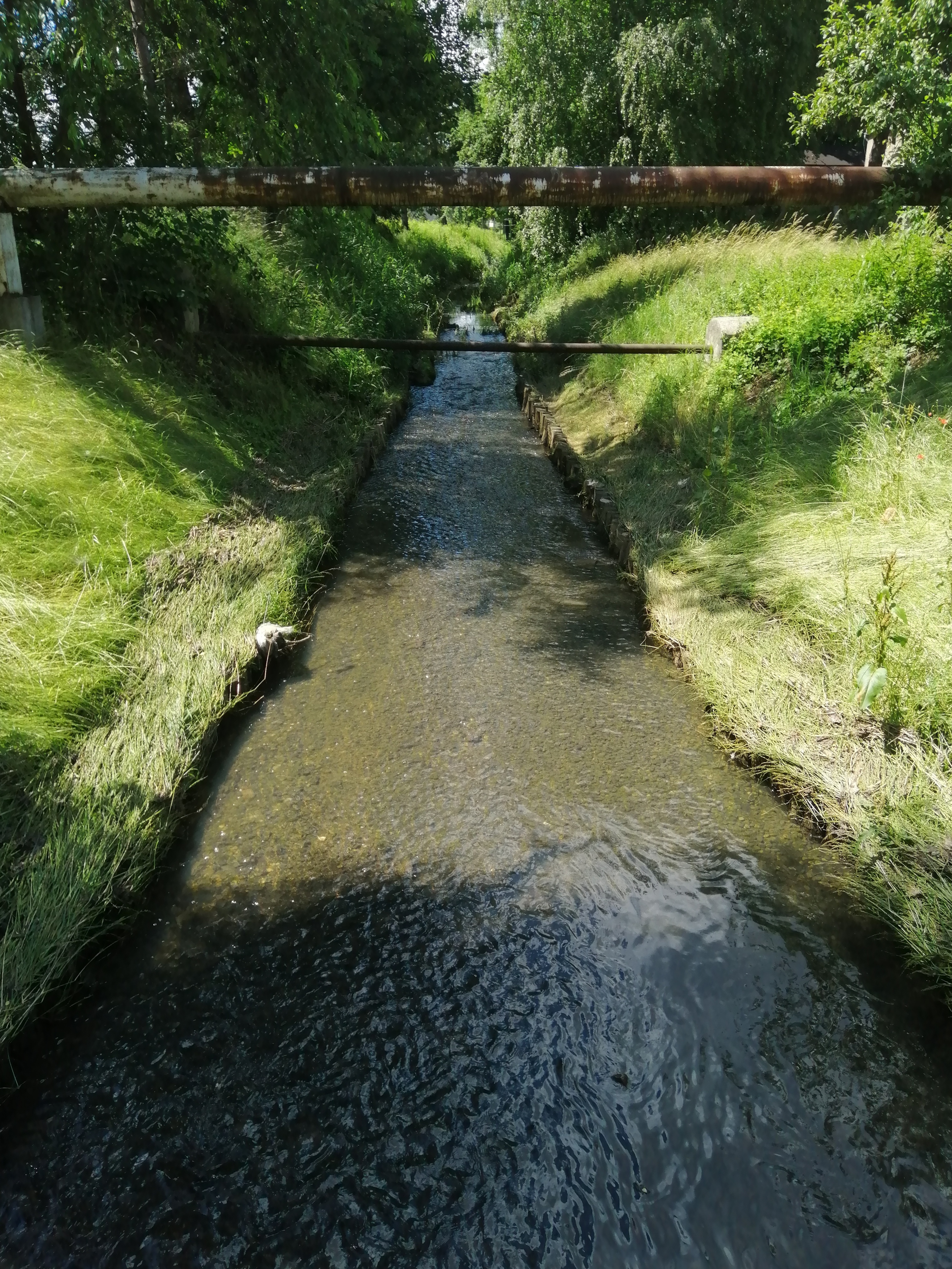
Przepływająca przez Sowice rzeka Stoła

Badania archeologiczne w okolicy Sowic rozpoczął w latach 1925 i 1927 prof. Józef Kostrzewski ze studentami Uniwersytetu Poznańskiego. Najstarsze ślady bytności człowieka na terenie dzisiejszej dzielnicy Sowice udało im się odnaleźć w 1928 roku. W trakcie kontynuacji badań archeologicznych nad rzeką Stołą, na zachód od Repecka znaleziono paleolityczny skrobacz, drapacze oraz wiórki i odłupki, a także skorupy kultury łużyckiej, a w Sowicach (na północ od drogi do Repecka) natrafiono na odłupki i wiórki krzemienne z epoki paleolitu.
Do wykopalisk prof. Kostrzewski powrócił w 1933 roku, znajdując w Repecku liczne osady ze środkowej fazy neolitu oraz kultury łużyckiej. Natomiast w Sowicach odkrył na 4 stanowiskach: skorupę kultury łużyckiej (stanowisko „a”, na południowy wschód od Sowic), okrzesek krzemienny (stanowisko „b”, na wschód od Sowic), kolejny okrzesek krzemienny (stanowisko „c”, na zachód od Sowic) oraz „złamany wiór krzemienny z częściowo zaszczerbioną krawędzią” i dwa okrzeski krzemienne (stanowisko „d”, na północny wschód od Puferek).
Również w 1933 roku w okolicy Tarnowskich Gór pojawiła się grupa archeologów i studentów Uniwersytetu Warszawskiego na czele z prof. Włodzimierzem Antoniewiczem. W Sowicach znaleźli oni na śródleśnych polanach prehistoryczne jamy z żużlem, szlaką i ułamkami szkła oraz odłamki krzemienia.
Kolejny, piąty sezon badawczy prof. Kostrzewskiego, przyniósł w 1934 roku odkrycie w pobliżu wód Stoły na północ od drogi z Sowic do Repecka dwóch wiórków, ośmiu okrzesków i przepalonego rdzenia tardenoaskiego z epoki kamiennej oraz skorupy naczynia i przepaloną kość z okresu kultury łużyckiej.
Następne poszukiwania miały miejsce w 1942 roku, kiedy to koło Puferek bytomski archeolog Theodor Kubitzek odnalazł na południowym stoku doliny Stoły odłupek krzemienny z epoki kamiennej i trzy skorupy brzuśca naczynia glinianego, które datował na epokę żelaza.
W efekcie przed 1945 rokiem na terenie dzielnicy przebadano łącznie 11 stanowisk archeologicznych, w tym 3 stanowiska wokół Sowic, 4 stanowiska wokół Puferek i 4 stanowiska wokół Repecka.

### Historia średniowieczna i nowożytna

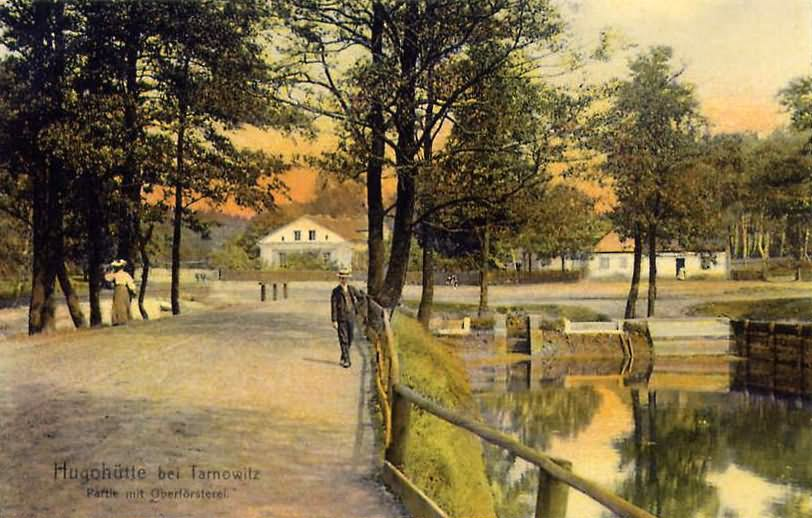
Czarna Huta – promenada z budynkiem nadleśnictwa (pocztówka z pocz. XX w.)

Osadnictwo w formie ciągłej na terenie Sowic raczej nie przetrwało do średniowiecza. Mimo to jest to jedna z najstarszych wsi na ziemi tarnogórskiej. Pierwsza wzmianka o średniowiecznych Sowicach (Jasnowicz) pochodzi – zdaniem dr. Marka Wrońskiego – z 1369 roku, z dokumentu podziału księstwa bytomskiego między księcia oleśnickiego Konrada II a księcia cieszyńskiego Przemysława. Kolejna (Sowicze) pojawia się w dokumencie erygującym parafię w Tarnowicach (Starych) z 1415 roku, znanym z dwóch odpisów z 1666 i 1761 roku. Analiza układu drogowego z początku XV wieku oraz współczesne rozplanowanie przestrzenne sugerują, że Sowice powstały jako osiedle samorodne, początkowo zajmując różnej wielkości parcele przy jedynej istniejącej drodze (obecna ul. Grodzka), stopniowo przeobrażając się w widlicę, w której zagrody stawiane były przy trzech drogach wychodzących odśrodkowo (współczesne ulice: Grodzka i Słowackiego).
Początkowo mieszkańcy wsi zajmowali się rolnictwem oraz hodowlą bydła i trzody chlewnej. Nad rzeką Stołą działały liczne młyny, zakładane były również stawy hodowlane. Na terenie Sowic, podobnie jak w całej okolicy, w XVI wieku zapoczątkowane zostało górnictwo kruszcowe. Pierwsze doniesienia o szybach wydobywczych zakładanych w Sowicach pochodzą z 1529 roku, a więc krótko po wydaniu Ordunku Gornego przez księcia opolskiego Jana Dobrego oraz margrabiego Jerzego Hohenzollerna-Ansbacha. Ogółem w latach 1529–1641 w Sowicach zarejestrowano 1831 szybów, 31 płuczek, 5 prażalni i 3 sztolnie. Rekordową w regionie bytomsko-tarnogórskim liczbę nowych szybów (752) odnotowano w 1559 roku. Wieś jednocześnie zachowała swój profil rolniczo-hodowlany, zajmując się produkcją żywności na potrzeby powstałego w sąsiedztwie miasta Tarnowskie Góry. 

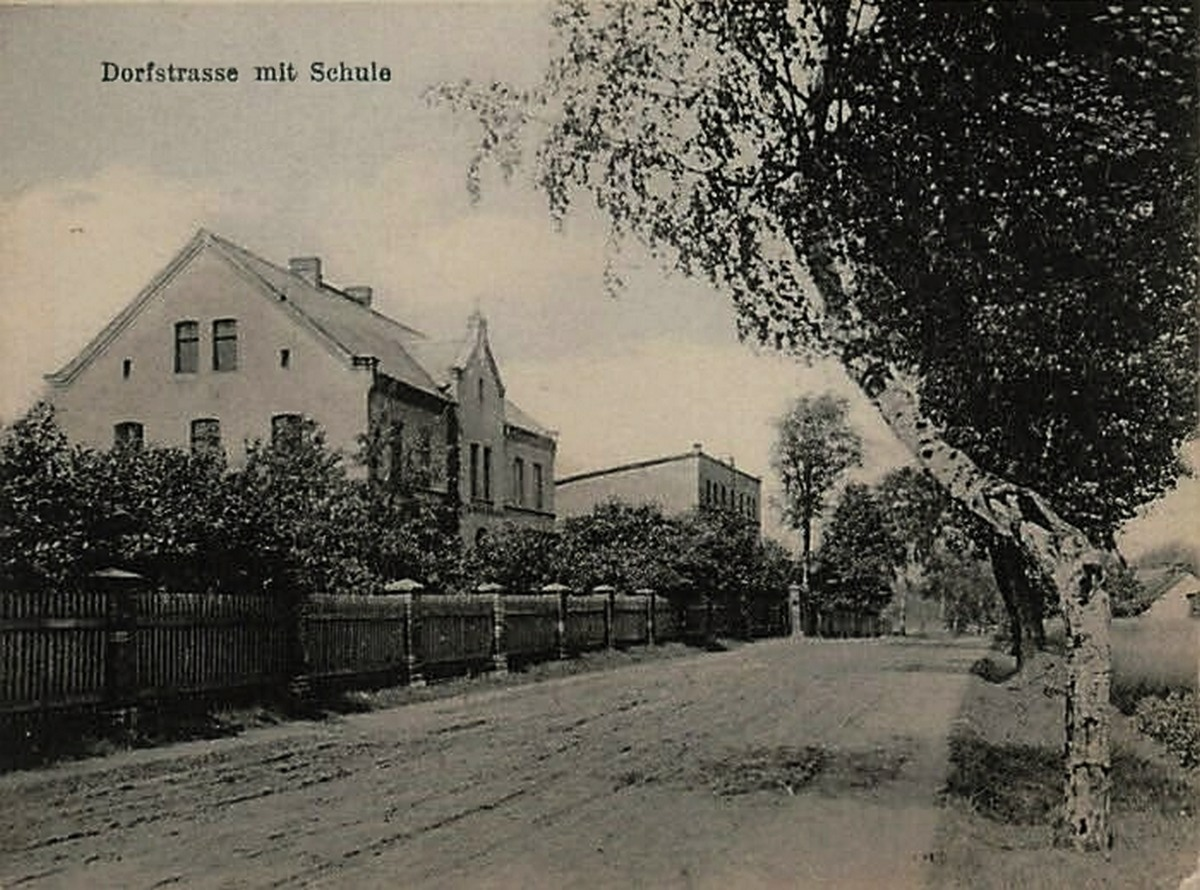
Budynek dawnej szkoły przy Dorfstrasse 1 (obecnie ul. 22 Stycznia). Pocztówka z lat 1910-1915

W 1564 roku z inicjatywy tarnogórskiego gwarka Jakuba Rappa rozpoczęto budowę sztolni odwadniającej „św. Jakuba”, która odprowadzała wody z wyrobisk górniczych długim na około 900 metrów roznosem kończącym swój bieg w jednym z sowickich stawów. Prace związane z jej budową przebiegały z przerwami; w 1568 zostały wznowione przez pochodzącego z Węgier górmistrza Jana Trappa. Główny okres funkcjonowania tej sztolni przypadł na lata 1563–1624 i 1667–1718.
Wieś Sowice wraz z Lasowicami i należącymi do nich rozległymi lasami do 1603 roku była własnością Blachów. Sprzedali oni te dobra Janowi Fryderykowi Dreslerowi de Schaerfenstein, który był urzędnikiem margrabiego. 4 lipca 1608 roku obie wsie za kwotę 5300 talarów reńskich zostały nabyte przez miasto Tarnowskie Góry. W 1779 obszar ten został sprzedany za kwotę 11 620 talarów Erdmannowi von Larischowi celem pokrycia wydatków miasta. Po Larischach właścicielami wsi byli również Donnersmarckowie.
Po 1608 roku Sowice stopniowo zaczęły łączyć się przestrzennie z Tarnowskimi Górami; na gruntach należących do tej wsi zakładane były mieszczańskie ogrody oraz domy, co z czasem stworzyło dzielnicę Blaszyna o nazwie nawiązującej do pierwotnych właścicieli m.in. Sowic i Lasowic. Silne były również związki gospodarcze miasta z otaczającymi je osadami, również w okresach stagnacji górnictwa kruszcowego. Było ono miejscem zbytu wytwarzanych w nich produktów, a jednocześnie punktem zaopatrzenia w wyroby rzemieślnicze, co skutkowało prężnym rozwojem tarnogórskich cechów.

## Ludność
Pomimo wielu czynników stymulujących rozwój gospodarczy i osadniczy Sowice przez długi czas pozostawały niewielką wsią. Opisujący Śląsk w 1783 roku Franz Zimmermann podał, że we wsi – należącej wówczas do Erdmanna Larischa – było 65 mieszkańców oraz 5 zagrodników, dane te prawdopodobnie są zaniżone o ok. 30%. Również w latach 1822 i 1828 Sowice liczyły nie więcej niż 100 osób. Między 1822 a 1885 rokiem nastąpił związany z rozwojem hutnictwa w okolicy wsi (założenie huty „Fryderyk” w Piasecznej oraz huty „Hugo” w Czarnej Hucie) wzrost liczby jej ludności z 96 do 338 osób.
W 1910 roku gmina Sowice liczyła już 428 mieszkańców, w 1924 – 760 mieszkańców, a w 1926 – 780 mieszkańców, 73 domy i zajmowała obszar 179 ha 15 a. Według spisu ludności z 1931 roku, w Sowicach mieszkały już 1564 osoby, a w roku następnym powierzchnia gminy wzrosła do 205 ha 83 a. Na szybki wzrost liczby ludności w tym okresie wpływ miało przede wszystkim uruchomienie zakładów chemicznych w miejscu dawnej Hugohütte.

## Zabytki

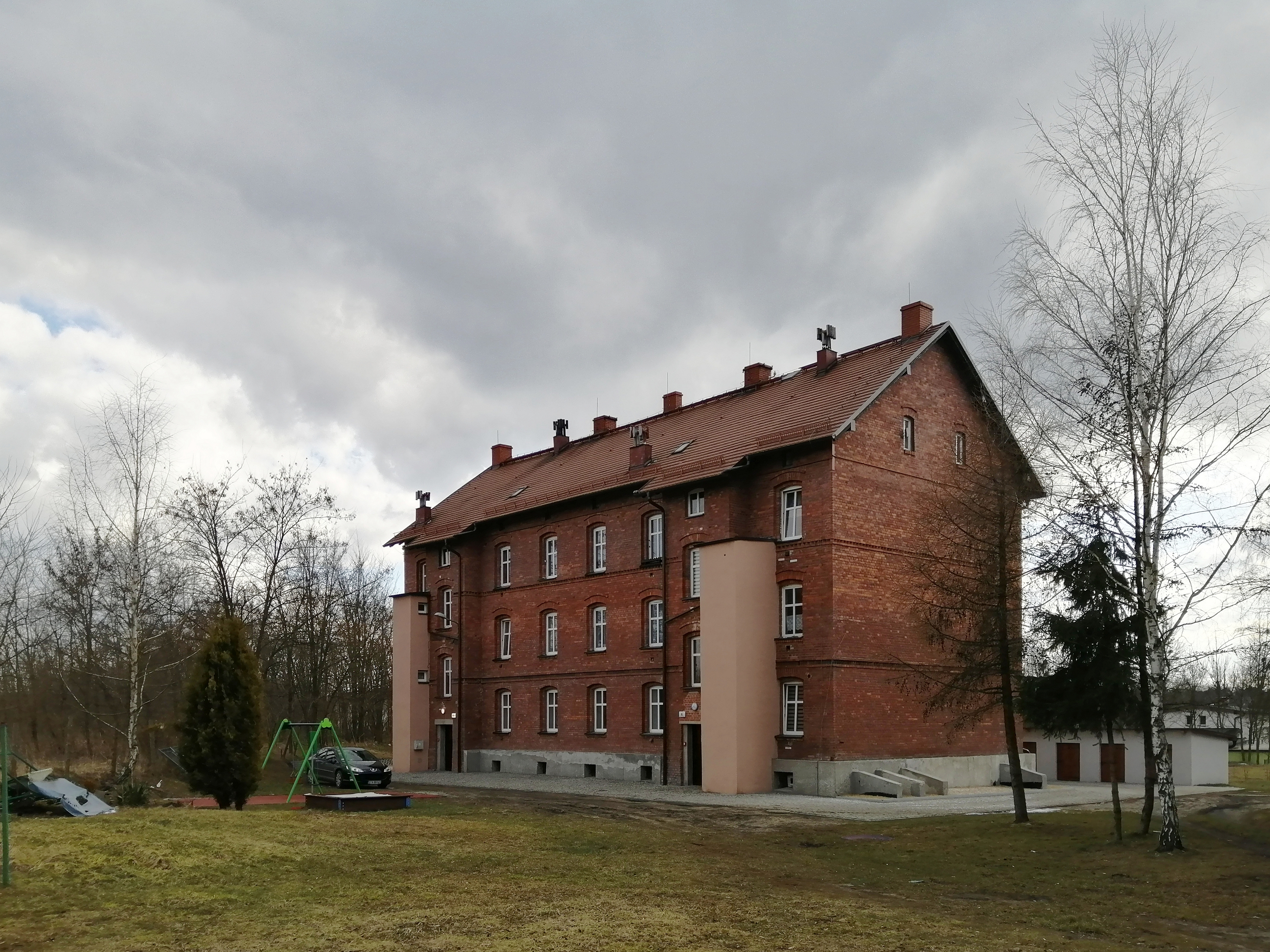
Zabytkowy budynek mieszkalny wielorodzinny z początku XX wieku w Czarnej Hucie przy ul. Bocznej 6

Na terenie dzielnicy znajduje się jeden obiekt wpisany do rejestru zabytków – zabytek archeologiczny w postaci osady mezolitycznej i kultury łużyckiej przy ul. Grzybowej w Repecku – nr rej. C/1331/85 .
Pozostałe zabytkowe obiekty na terenie Sowic figurują w Gminnej Ewidencji Zabytków Gminy Tarnowskie Góry . Są to głównie budynki mieszkalne z II połowy i końca XIX wieku oraz początku XX wieku, zlokalizowane przede wszystkim przy ul. Grodzkiej (17 obiektów), a także przy ul. Bocznej, Czarnohuckiej, Wyzwolenia, 22 Stycznia oraz Słowackiego. Mieszcząca się przy tej ostatniej ulicy szkoła podstawowa z 1938 roku również jest obiektem zabytkowym .
W rejonie ulicy Fabrycznej znajduje się zespół dwóch lokomotywowni oraz dwóch wież ciśnień, a także schron polowy według instrukcji saperskiej z 1939 roku .
Zabytki sakralne reprezentowane są przez 2 krzyże przydrożne z końca XIX wieku (przy ul. Czarnohuckiej oraz Grodzkiej), krzyż misyjny i krzyż na cmentarzu parafii Matki Boskiej Częstochowskiej oraz kapliczkę przy ul. Wodnej w Repecku .
Wzdłuż doliny rzeki Stoły na terenie Sowic, Puferek oraz Repecka (ulice: Grzybowa, Wodna, Wincentego Pola, Mikołaja Reja, Grodzka oraz Kolejowa) wpisane do gminnej ewidencji zabytków są również pozostałości osad oraz ślady osadnictwa pochodzące z mezolitu i neolitu .

## Oświata
Na terenie dzielnicy znajduje się Zespół Szkolno-Przedszkolny nr 1 obejmujący Szkołę Podstawową nr 6 oraz Przedszkole nr 8. Budynek szkolny w Sowicach został oddany do użytku w 1938 roku, a inauguracja pierwszego roku szkolnego miała miejsce 5 września 1938. Patronem szkoły jest Alfons Zgrzebniok.

## Religia

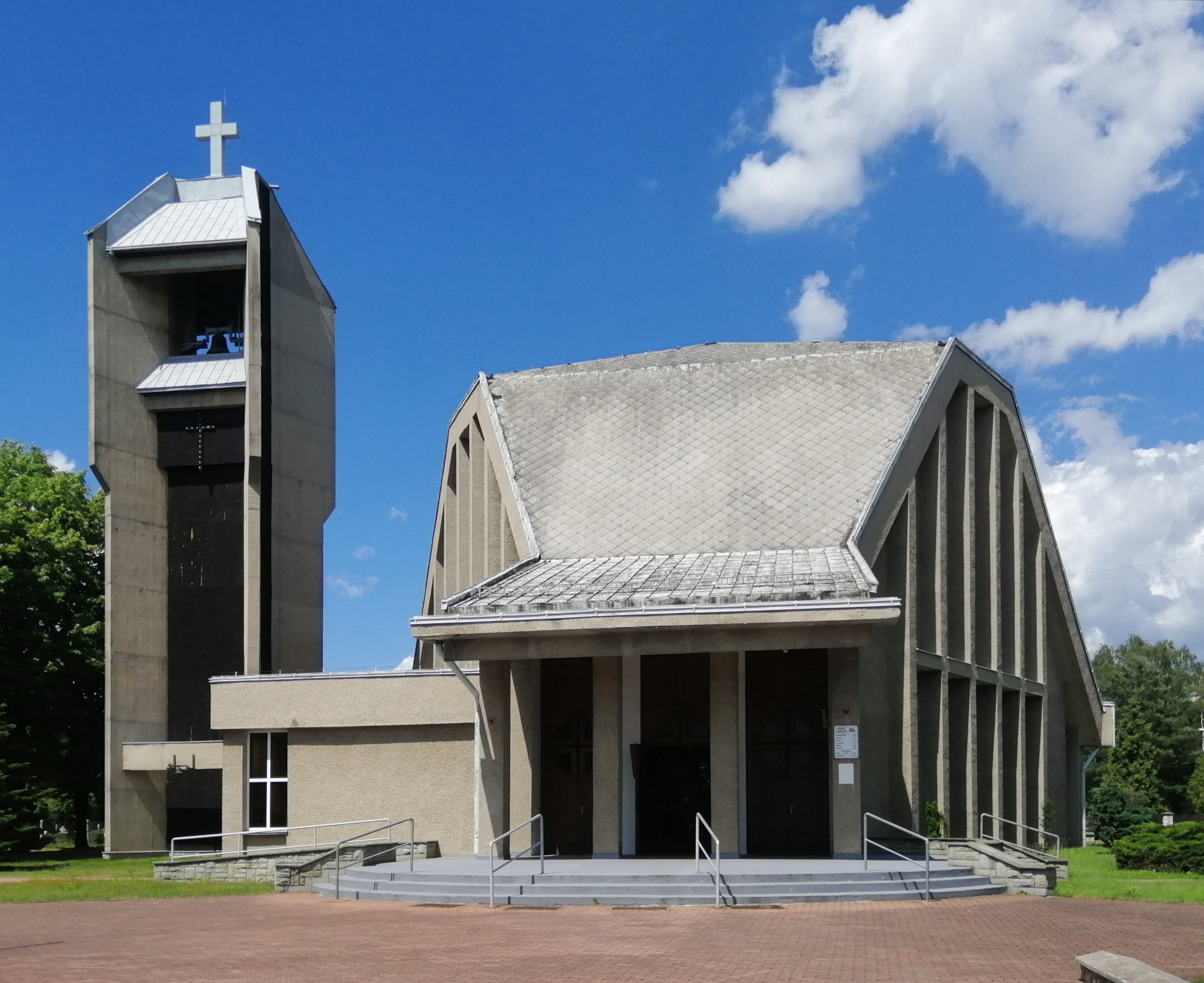
Kościół Matki Boskiej Częstochowskiej przy ul. ks. Jana Rudola w Sowicach

Sowice w ramach administracji kościelnej podlegały pierwotnie parafii w Reptach. Taki stan rzeczy trwał do kwietnia 1415, kiedy to erygowano parafię w Tarnowicach oddaloną o ok. 3,5-4 km od wsi.
Na początku lat 20. XX wieku mieszkańcy Sowic oraz Lasowic i Czarnej Huty na nabożeństwa uczęszczali do fary w Tarnowskich Górach, zaś od 1923 roku zezwolono im na praktykowanie w prowadzonym przez zakon ojców kamilianów kościele św. Jana Chrzciciela. Pogrzeby nadal odbywały się jednak w Tarnowicach, gdyż kamiliańska parafia nie miała cmentarza.
Współcześnie największą wspólnotą religijną w Sowicach jest katolicka parafia pod wezwaniem Matki Boskiej Częstochowskiej, która swoim zasięgiem obejmuje całą dzielnicę i w 2010 liczyła ok. 1500 wiernych. Została ona erygowana 7 października 1943 roku jako lokalia. 3 października 1993 roku kościół parafialny został konsekrowany przez biskupa gliwickiego Jana Wieczorka.

## Infrastruktura
Od 2011 roku nad rzeką Stołą w Repecku (zachodnia część dzielnicy) działa Centralna Oczyszczalnia Ścieków (COŚ). Powstała ona w ramach pierwszego etapu projektu budowy w Tarnowskich Górach systemu wodno-kanalizacyjnego.

## Transport

### Transport drogowy

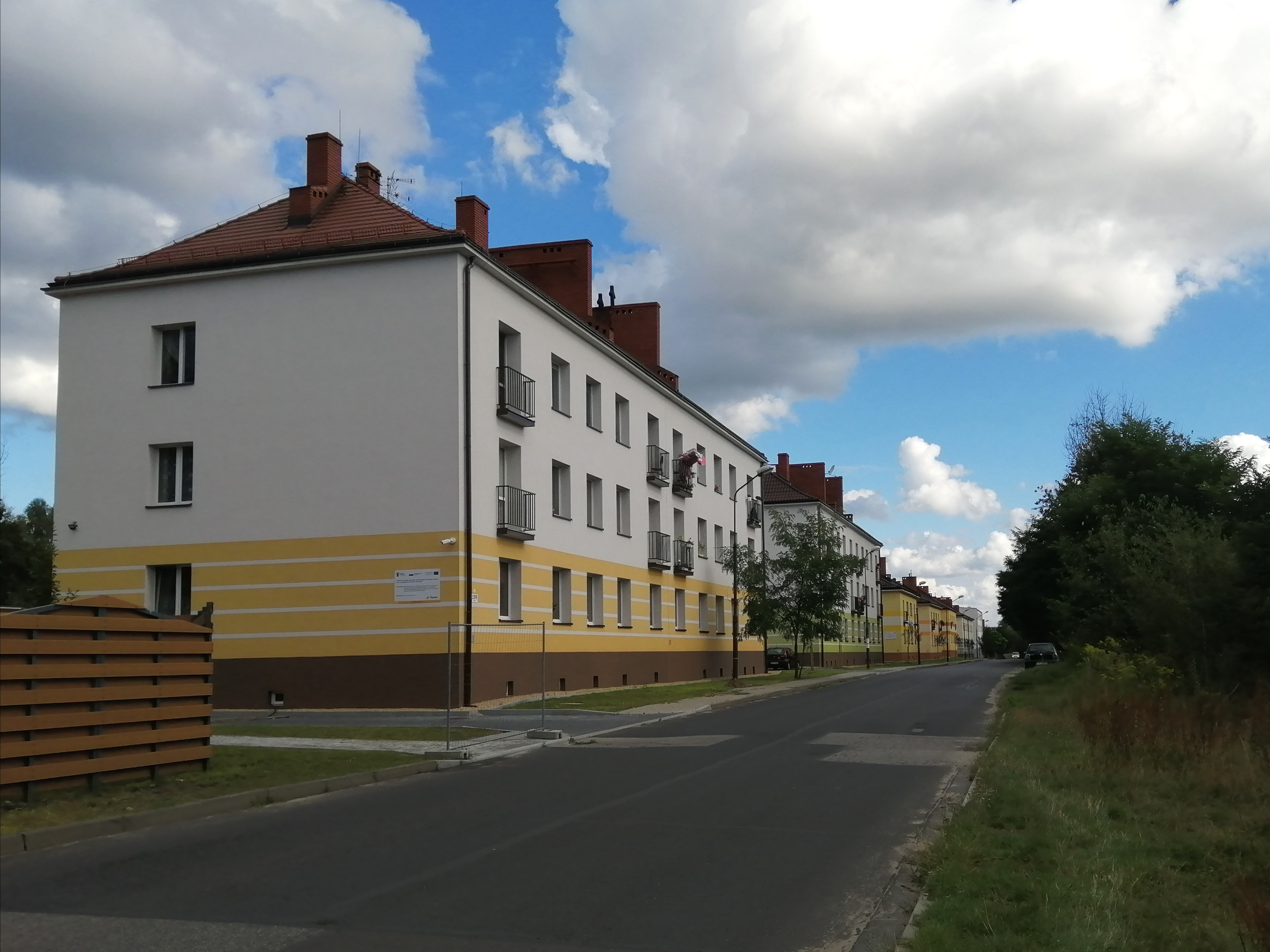
Ulica Grzybowa – jedna z głównych ulic dzielnicy

Główne ulice Sowic mają status dróg powiatowych powiatu tarnogórskiego i są to: ulica Juliusza Słowackiego, o przebiegu równoleżnikowym, która łączy właściwe Sowice z Czarną Hutą (droga klasy L nr 3296S), łączące dzielnicę z centrum miasta ulice Grodzka (oś osadnicza średniowiecznej wsi Sowice, będąca częścią drogi klasy Z nr 3291S) i Czarnohucka (oś osadnicza Czarnej Huty, fragment drogi klasy Z nr 3290S) o przebiegu południkowym oraz prowadząca z Czarnej Huty na zachód w kierunku Strzybnicy ulica Grzybowa (również fragment drogi nr 3290S). Czarną Hutę i całą dzielnicę Sowice z Lasowicami łączy natomiast ulica Fabryczna, która jest drogą gminną klasy L nr 270 045 S.

### Transport kolejowy
Południową granicę dzielnicy (ze Śródmieściem-Centrum) tworzy linia kolejowa nr 144 łącząca stacje Tarnowskie Góry i Opole Główne, oddana do użytku w latach 1857–1858. Ruch pasażerski na niej został zawieszony w grudniu 2011 roku wraz z wejściem w życie nowego rozkładu jazdy likwidującego cztery pary pociągów relacji Tarnowskie Góry – Zawadzkie – Opole Główne. Powodem jest wycofanie się województwa śląskiego z organizacji przewozów na tej linii spowodowane niską frekwencją w pociągach.

### Komunikacja miejska

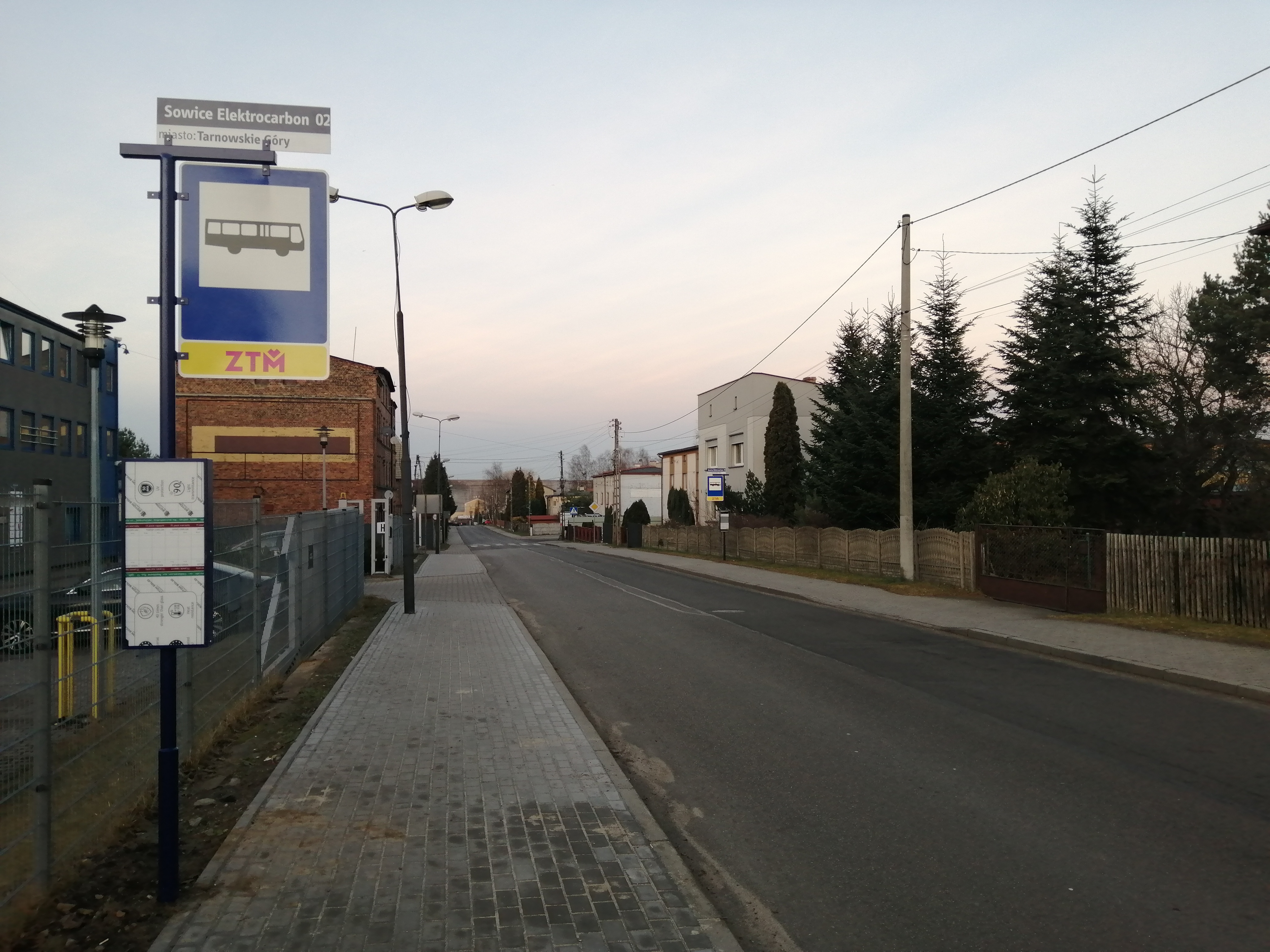
Ulica Czarnohucka na wysokości przystanku Sowice Elektrocarbon

Publiczny transport zbiorowy na terenie dzielnicy obejmuje przewozy autobusowe, których organizatorem od 1 stycznia 2019 jest Zarząd Transportu Metropolitalnego .
Według stanu z grudnia 2022 przez Sowice przejeżdżają i zatrzymują się autobusy linii:
- 174 (Bobrowniki Śląskie – Sowice Czarna Huta),
- 189 (Tarnowskie Góry Dworzec – Strzybnica Kościelna),
- 671 (Tarnowskie Góry Dworzec – Pniowiec Pętla),
- 736 (Tarnowskie Góry Dworzec – Pniowiec Pętla),
- 746 (Tarnowskie Góry Dworzec – Sowice Czarna Huta).

Na terenie dzielnicy znajdują się przystanki: Sowice Słowackiego, Sowice Czarna Huta, Sowice Elektrocarbon, Puferki i Repecko oraz przystanek na żądanie Sowice Cmentarz.

## Herb
Według statutu dzielnicy Sowice do 2015 roku herbem dzielnicy była:

(...) murawa w kolorze zielonym, a na niej, na białym polu, zielony świerk, na którego górnej gałęzi siedzi czerwona sowa.